# أحمد خالد ربيعه
أحمد خالد ربيعه حسين علي (ولد في 13 سبتمبر 2002 في المحرق، البحرين) لاعب كرة قدم بحريني يجيد اللعب في مركز الوسط المحوري. يلعب حاليا لصالح المحرق البحريني منذ 2020.